# 29 f.Kr.
29 f.Kr. var ett skottår som började en torsdag i den proleptiska julianska kalendern, men i verkligheten antingen ett normalår som började en fredag eller lördag, eller ett skottår som började en torsdag, fredag eller lördag i den julianska kalendern (se skottårsfelet i den julianska kalendern för mer information).

## Händelser

### Efter plats

#### Romerska republiken
- Octavianus och Sextus Appuleius blir konsuler i Rom, Octavianus för femte gången. Han får även titeln imperator och för tredje gången i Roms historia stängs dörrarna till Janustemplet vilket signalerar fred i riket.
- Julius Caesars tempel invigs på Forum Romanum.
- Victorias altare upprättas i den romerska senatens curia.
- Karthago återuppstår som romersk stad.

### Efter ämne

## Avlidna
- Mariamne I, hustru till Herodes den store (avrättad; detta eller nästa år)